# Craig Harrison (ostrostrelec)
Craig Harrison, britanski ostrostrelec, * 1975.
Trenutno je nosilec svetovnega rekorda v najdaljšem dokumentiranem ostrostrelskem zadetku in sicer na razdalji 2.475 m. S tem je presegel predhodni rekord, ki ga je leta 2002 dosegel Rob Furlong na razdalji 2.430 m.

## Podatki o rekordu
Novembra 2009 je Harrison zadel dva talibanska mitraljezca južno od Musa Qale (Helmandska provinca, Afganistan) na razdalji 2.475 m, pri čemer je uporabil L115A3 (oz. Accuracy International AWM). 
V poznejšem intervjuju za BBC je Harrison povedal, da je potreboval devet strelov, da sta on in njegov opazovalec uspešno določila doseg. Nato, ko so se prikazali Talibani, pa je s prvim strelom zadel dva . 
S tem je presegel običajni domet na tej puški pri streljanju na statični tarči, velik vpliv pa je imela tudi nadmorska višina (1.043 m), saj je tam manj zračnega upora, tako da krogla leti dlje in z manj odstopanja. Takrat tudi ni bilo vetra, vreme in vidljivost sta bila dobra. Tom Irwin, direktor proizvajalca puške, je glede tega izjavil: "Puška je še dovolj natančna do 1.500 m, nad to razdaljo pa je pomemben dejavnik tudi sreča." 
Na puški je imel Harrison nameščen strelski daljnogled Schmidt & Bender MILITARY MKII 5-25x56 0.1 MIL RAD parallax z osvetlitvijo, ki se lahko umeri na 0,1 miliradiana, pri čemer ima najvišji vertikalni doseg 26 miliradianov. Na razdalji 2.475m premik 0,1 miliradiana na tarči doseže velikost 24,75 cm. 
Glede na balistični kalkulator JBM in z uporabo koeficientov upora (Cd), ki jih je priskrbel Lapua, ima L115A3 približni supersonični doseg (hitrost zvoka = 340,3 m/s) na razdalji 1.375 m ter na mednarodni standardni atmosferi (gostota zraka ρ = 1,225 kg/m3) in 1.548 m na višini 1.043 m (ρ = 1,1069 kg/m3), kar dokazuje, da so imeli okoljski dejavniki pomemben vpliv na rekord.
JBM prav tako predvideva, da britanski visokotlačni izstrelki naboja .338 Lapua Magnum (s težo 16,2 g), pri izstrelni hitrosti 936 m/s in mednarodni standardni atmosferi na višini 1.043 m (z gostoto zraka ρ = 1,069 kg/m3) razdaljo 2.475 m dosežejo po 6,017 s leta (hitrost 251,8 m/s), pri čemer padejo 120,95 m. Veliko vlogo pri zadetku je tako imel tudi strelni daljnogled, ki je omogočil, da je Harrison premagal to razliko.